# 鄂西茶藨子
鄂西茶藨子（学名：Ribes franchetii）为虎耳草科茶藨子属下的一个种。

## 扩展阅读
- 維基物種上的相關：鄂西茶藨子